# Dieter Kawohl
Dieter Kawohl (* 10. Januar 1958) ist ein ehemaliger deutscher Fußballspieler.

## Leben
Kawohl begann seine Vereinsfußballlaufbahn beim Hamburger Verein Vorwärts Billstedt. Es folgte in der Jugend der Wechsel zum FC St. Pauli, für den er insgesamt sieben Jahre spielte. Er gehörte der Amateurmannschaft des FC St. Pauli an und kam im Mai 1979 auch in der 2. Fußball-Bundesliga zum Einsatz, als er im Spiel gegen Rot-Weiss Essen in der Halbzeit eingewechselt wurde. Es blieb sein einziges Spiel in der zweiten Liga.
Im Sommer 1979 wechselte Kawohl zum Hamburger Oberligisten SC Concordia. Zu den Stärken des als Mittelfeldspieler und Stürmer eingesetzten Kawohl gehörte trotz einer Körpergröße von nur 1,70 Meter das Kopfballspiel. Ab 1981 spielte er bei Altona 93, mit der Mannschaft war er nach dem Aufstieg ab 1984 in der Oberliga Nord vertreten. Ab 1987 war er Spieler von ASV Bergedorf 85, im Sommer 1988 wechselte Kawohl zu Altona 93 zurück und schloss sich im Oktober 1988 wieder dem SC Concordia an.